# Георг Отс (паром)
«Гео́рг Отс» — морской автопассажирский паром модифицированного класса «Дмитрий Шостакович» (проект B-492) — класса «Георг Отс» (проект B-493). Судами-близнецами являются New Imperial Star, Ocean Endeavour, Ocean Jewel of St. Petersburg, Ocean Life, Phoenix и Ocean Atlantic.

## История
Киль судна был заложен 23 апреля 1979 года. Спуск на воду состоялся 10 ноября 1979 года на верфи Сточня Щецинская в городе Щецин (Польша) проект Б-493 и передан Эстонскому пароходству (компании ESCO или Эстонской судоходной компании), Таллин, СССР 25 мая 1980 года. Это был первый грузопассажирский паром серии «Дмитрий Шостакович», построенный в Польше для советских операторов. «Крёстной матерью» судна стала швея швейной фабрики имени В. Клементи (V. Klementi) Элви Коолмейстер (эст. Elvi Koolmeister).
С 1980 по 2000 год паром обслуживал маршрут Таллин-Хельсинки. В 1986 году судно также использовалось для поездки Горбачёва на встречу с Рейганом в Рейкьявик.
В 1994 году судно было зафрахтовано компанией Tallink (45 % акций которой в то время принадлежали компании ESCO), при этом продолжил обслуживать маршрут Таллин-Хельсинки.
В 2002 году паром был продан Российской Федерации и с 2003 года обслуживал маршрут Балтийск-Санкт-Петербург.
28 августа 2010 года паром вышел в направлении Мурманска, покинув последний 10 сентября в направлении Анадыря, куда прибыл 26 сентября, пройдя за 15 дней весь Северный морской путь, став первым пассажирским судном-неледоколом, преодолевшим под руководством капитана Игоря Енькова Северный морской путь с ледокольной поддержкой. Покинув Анадырь 30 сентября «Георг Отс» прибыл 9 октября 2010 года во Владивосток, где должен был использоваться для размещения гостей саммита АТЭС. На модернизацию судна под гостиницу из краевого бюджета было выделено 200 млн рублей.
С 2010 года эксплуатировался и модернизировался на российском Дальнем Востоке. В августе 2011 года новым портом приписки стал Владивосток. 28 апреля 2012 года на судоремонтном заводе произошла авария, в результате которой в корпусе судна появилась пробоина размером в полметра и пострадали лопасти всех винтов, однако судно было успешно подготовлено к приёму гостей в рамках состоявшегося на острове Русский с 1 по 8 сентября 2012 года саммита АТЭС.
Судно принадлежало КГУП «Госнедвижимость», в декабре 2012 года оно было передано в аренду ООО «Техноморин», которое в свою очередь в январе 2013 года заключило договор «суббербоут» (фрахтование судна без экипажа) с китайской фирмой, после чего теплоход ушёл в КНР. В июне 2014 года врио губернатора Приморского края Владимир Миклушевский сообщил, что судно в результате мошенничества было разделано на металлолом в Китае. Последний раз «Георг Отс» был замечен на судоремонтном заводе Asia Pacific Dockyard в китайском городе Чжоушань.

## Капитаны «Георга Отса»
- Юло Колло (Ülo Kollo) 1980—1992 (позднее — технический директор Hansatee-Tallink)
- Виктор Кала (Viktor Kala) (сменный капитан в 1980-х, полтора месяца ежегодно)
- Валдо Хейнла (Valdo Heinla) 1988—1992 (позднее — директор Южного порта в Палдиски)
- Рейн Эрлах (Rein Erlach) 1992—1997 (позднее — капитан судна Fantaasia)
- Антс Лохк (Ants Lohk) (с 1992 года)
- Айво Питк (Aivo Pitk) (с 1997 года)
- Игорь Вячеславович Маралов (c 2003 до 2009 года)
- Игорь Алексеевич Еньков (до 2010 года)[14]
- Андрей Бондарчук[10]

## В произведениях культуры и искусства
- В телесериале «Морские дьяволы-4»
- В клипе эстонской группы JMKE «Tere Perestroika»
- В фильме Аки Каурисмяки «Тени в раю»
- В телефильме Юрия Чулюкина «Микко из Тампере просит совета»

## Фотографии парома

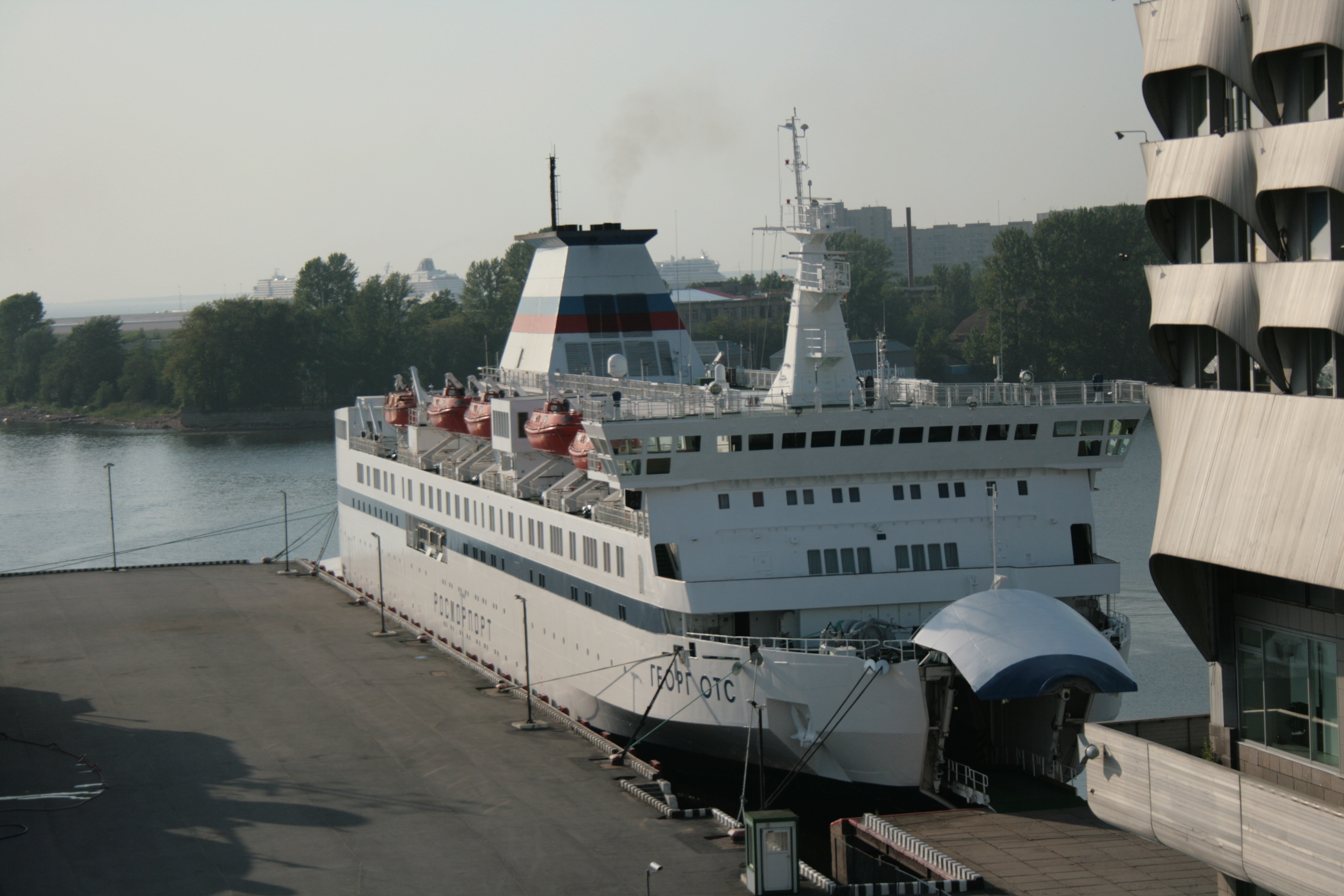
«Георг Отс»
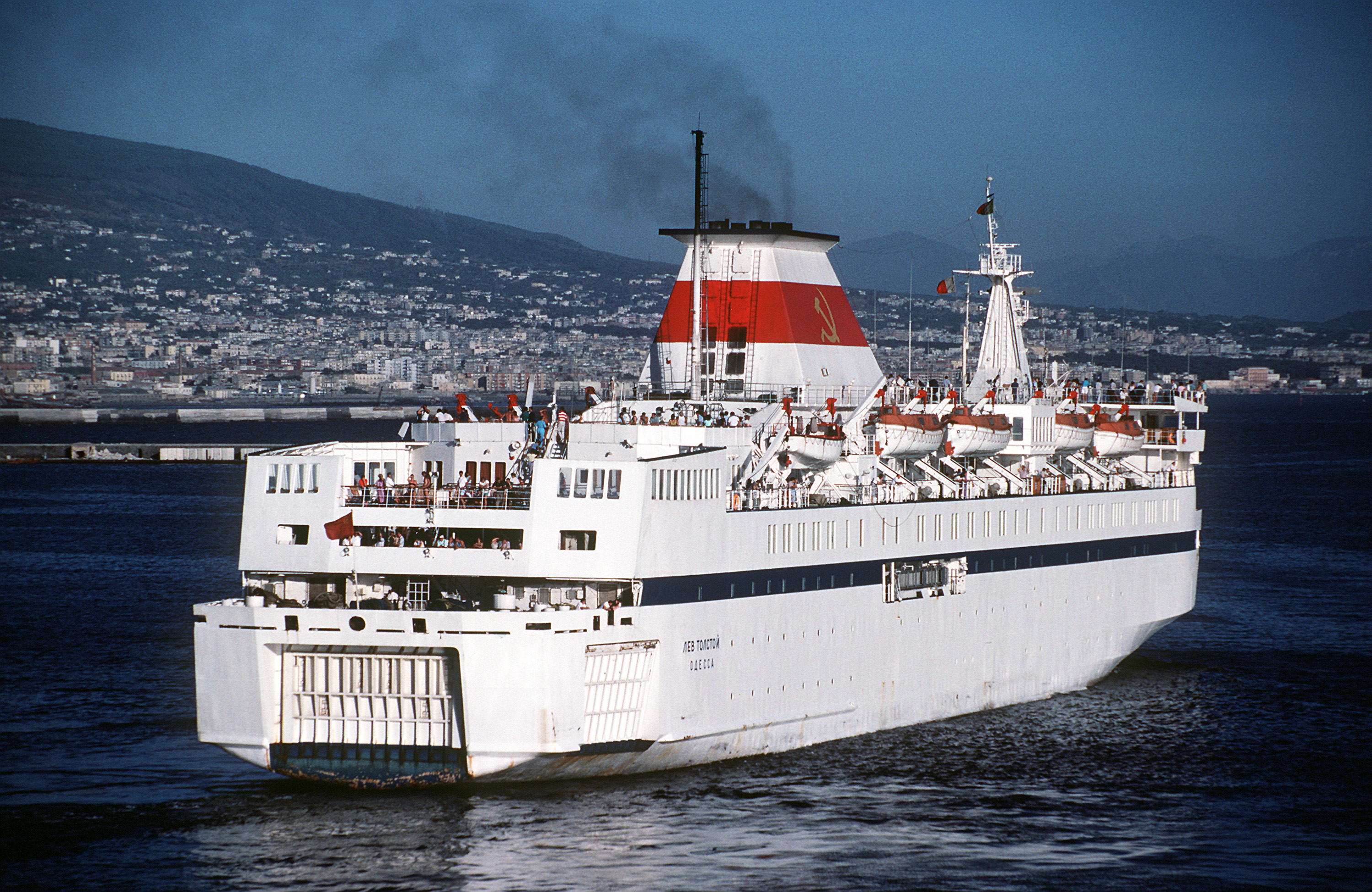
«Лев Толстой»